# Ravica
Ravica je hrid oko 180 metara južno od otoka Rave.
Površina hridi je 1.585 m2,a visina oko 4 metra.